# Otzenrath
Neu-Otzenrath is een plaats in de Duitse gemeente Jüchen, deelstaat Noordrijn-Westfalen, en telt 1279 inwoners (2007).
Het oorspronkelijke dorp diende als decor voor de Tatort-aflevering Schürfwunde, waarin het werd voorgesteld als Schaffrath.

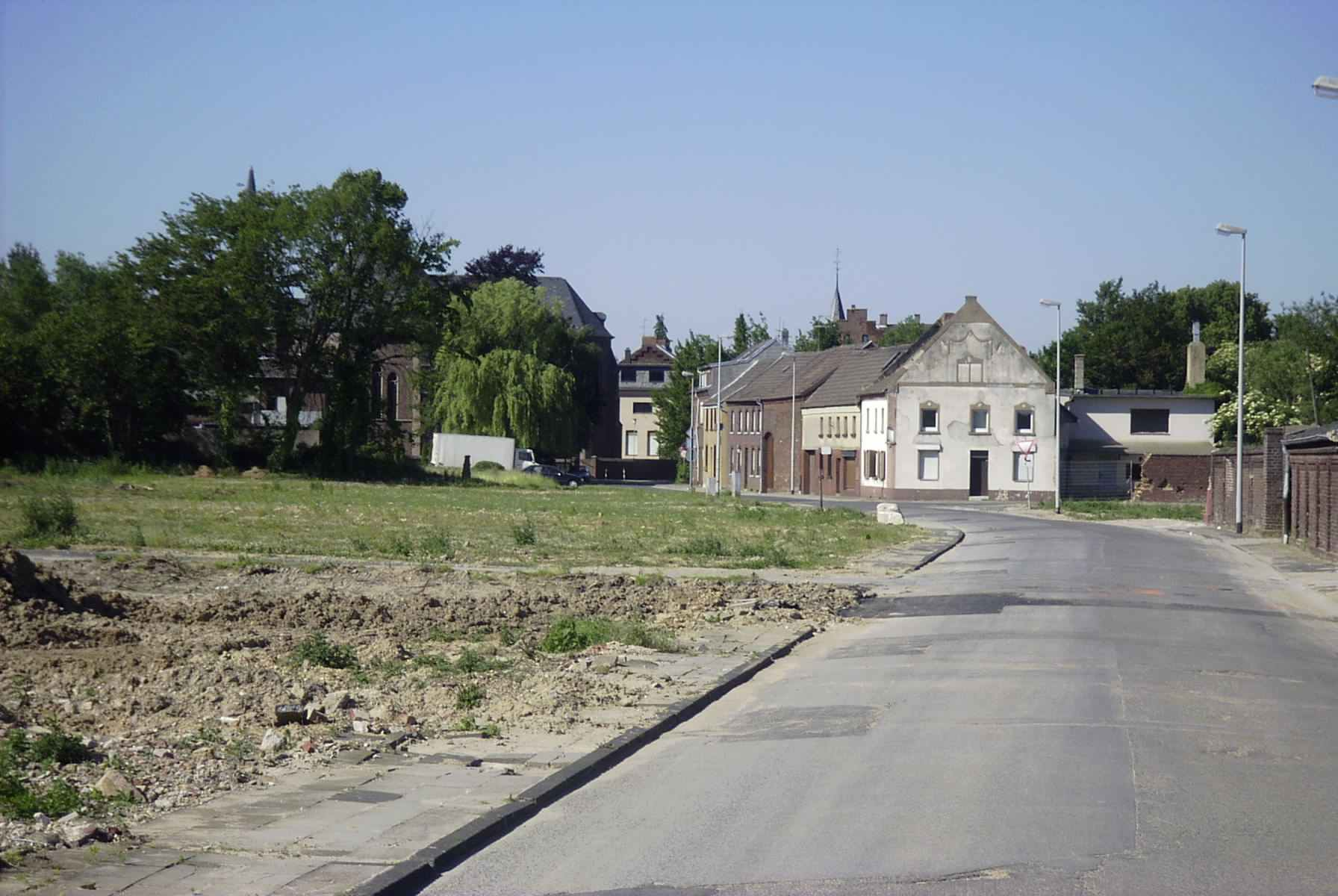
De resten van de dorpskern van Alt-Otzenrath in juni 2006

Het energiebedrijf RWE breidde de bruinkoolmijn Tagebau Garzweiler (een dagbouwgroeve) uit ten koste van het dorp Otzenrath, nadat het eerder al het dorp Garzweiler had verslonden. Ook de buurdorpen Spenrath en Holz trof eenzelfde lot. Vervangende woningen werden gebouwd in nieuwe dorpen die Neu-Otzenrath, Neu-Spenrath en Neu-Holz werden genoemd, alhoewel de toevoeging "Neu-" al snel werd losgelaten. De nieuwe dorpen zijn zo dicht tegen Hochneukirch aangebouwd dat ze er aparte wijken van vormen. De dorpen staan gezamenlijk bekend als Grubenranddörfer (groeveranddorpen).

## Geografie
Alt-Otzenrath grensde in het noorden aan Alt-Holz, in het oosten aan Alt-Garzweiler, in het zuiden aan de dorpen Alt-Spenrath en Pesch en in het westen aan Borschemich. Het lag ingeklemd tussen de snelwegen A44, A61 en A46. Alle buurplaatsen van Alt-Otzenrath en hun bewoners bevonden zich in het beoogde plangebied van Tagebau Garzweiler en werden daarom umgesiedelt (met dorp en al verhuisd) en afgebroken.

Die waterloop van het stroompje de Köhm liep uit de richtung van Alt-Garzweiler langs de noordrand van Alt-Otzenrath richting Borschemich om later uit te monden in de Niers.

## Geschiedenis
Als "Osrotha" werd het dorp voor het eerst in de 11e eeuw officieel genoemd. Sinds de Middeleeuwen behoorde Otzenrath administratief tot het Amt Grevenbroich in het hertogdom Jülich.
Tegen het eind van de Dertigjarige Oorlog vielen in 1642 Hessische troepen het dorp binnen, waarbij 16 huizen werden verbrand. Aan het eind van de oorlog woonden in Otzenrath nog 54 families

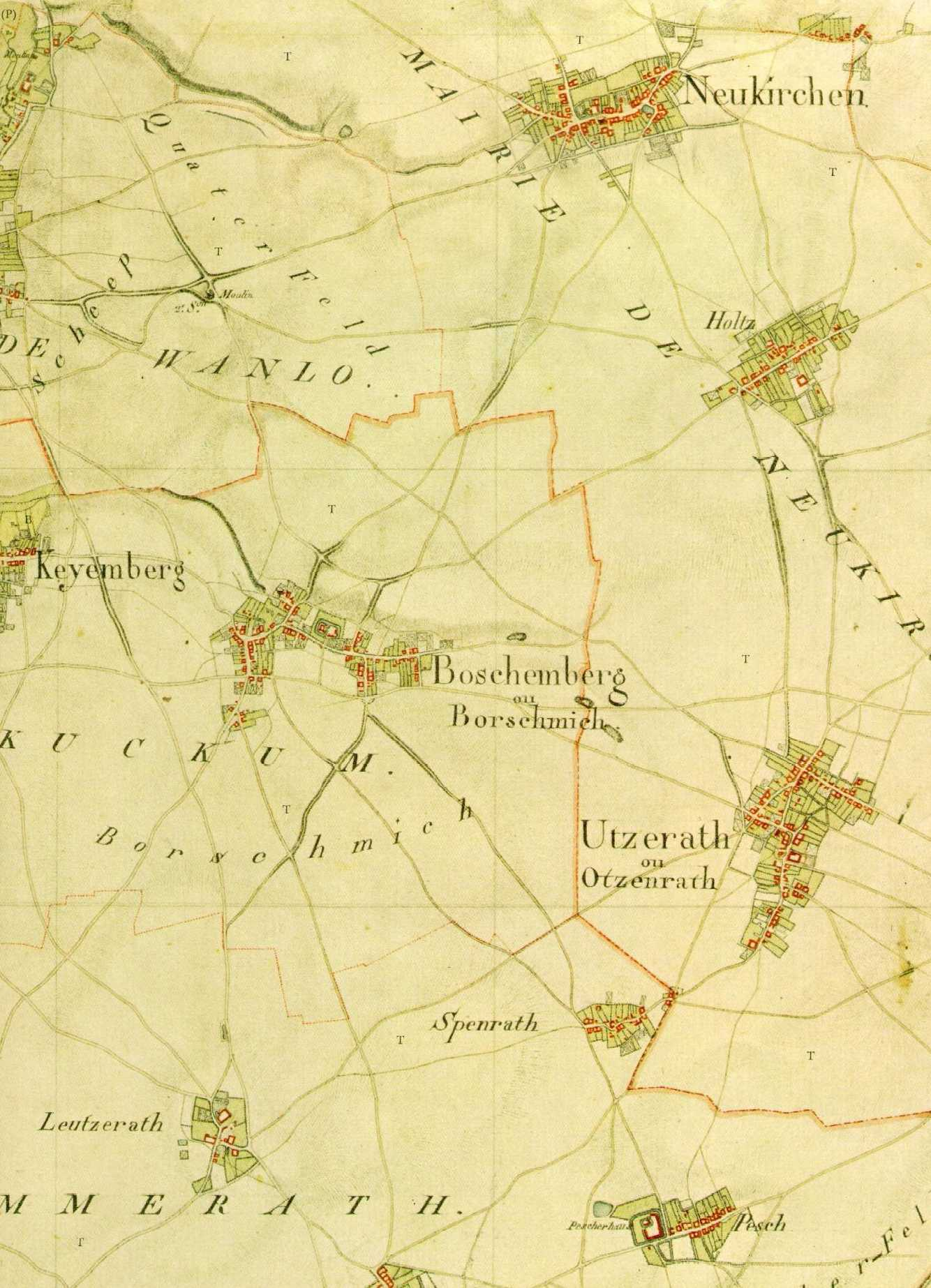
Kaart van Borschemich, Otzenrath, Spenrath en Holz (Erkelenz, Jüchen); Kaartenopname van het Rheinland door Tranchot/Müffling (Opname van juli 1806)

In 1794 werd het plaatsje door Franse revolutionaire troepen bezet. Otzenrath kwam vanaf dat moment administratief onder Mairie Neukirch in het Kanton Odenkirchen in het Arrondissement de Crévelt in het Département de la Roer.
In 1815 verviel Otzenrath aan het koninkrijk Pruissen en een jaar later aan gemeenteverbond (Kreis) Grevenbroich en aan de Bürgermeisterei (gemeente) Neukirchen, die in 1873 werd omgedoopt in Hochneukirchen. In 1929 werd het dorp ondergebracht in Kreis Grevenbroich-Neuß. Sinds 1 januari 1975 is Otzenrath een deel van de stad Jüchen.

## Industrialisering

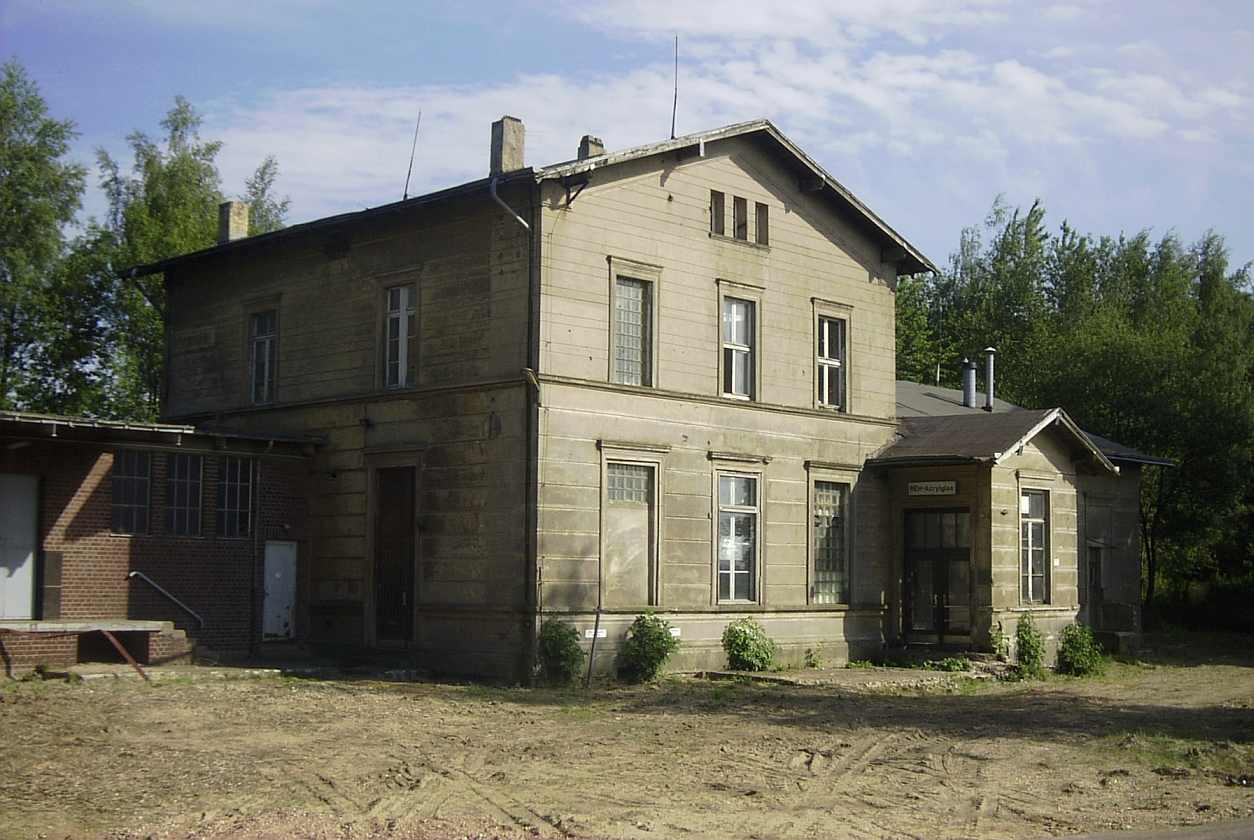
Het in 1980 stilgelegde station Otzenrath in juni 2006

In tegenstelling tot de omliggende dorpen was het oude dorp Otzenrath voorzien van industrie. Dit was in belangrijke mate te danken aan de aansluiting op het spoornet van de Bergisch-Märkische Eisenbahn-Gesellschaft, die op 1 oktober 1873 het traject Hochneukirch-Jülich (ook bekend als de Talbahnlinie) opende. Otzenrath kreeg op dat traject een eigen station. De lijn, die in 1882 staatseigendom werd, was tot de stillegging op 1 juni 1980 in bedrijf.
In 1876 werd de "Mechanische Kleiderfabrik, Weberei und Zwirnerei Bausch" opgericht, waarvoor Otzenrath tot aan de Tweede Wereldoorlog bekendheid genoot. Al in 1885 werkten hier al 125 arbeiders. Een andere kledingfabriek werd in 1892 opgericht door Gerhard Dürselen. In deze fabriek werkten in 1968 450 arbeiders. Rond 1900 verstigde zich de textielfirma Schniewind in het dorp, die in 1912 181 arbeitskrachten had.

## Protest enUmsiedlung

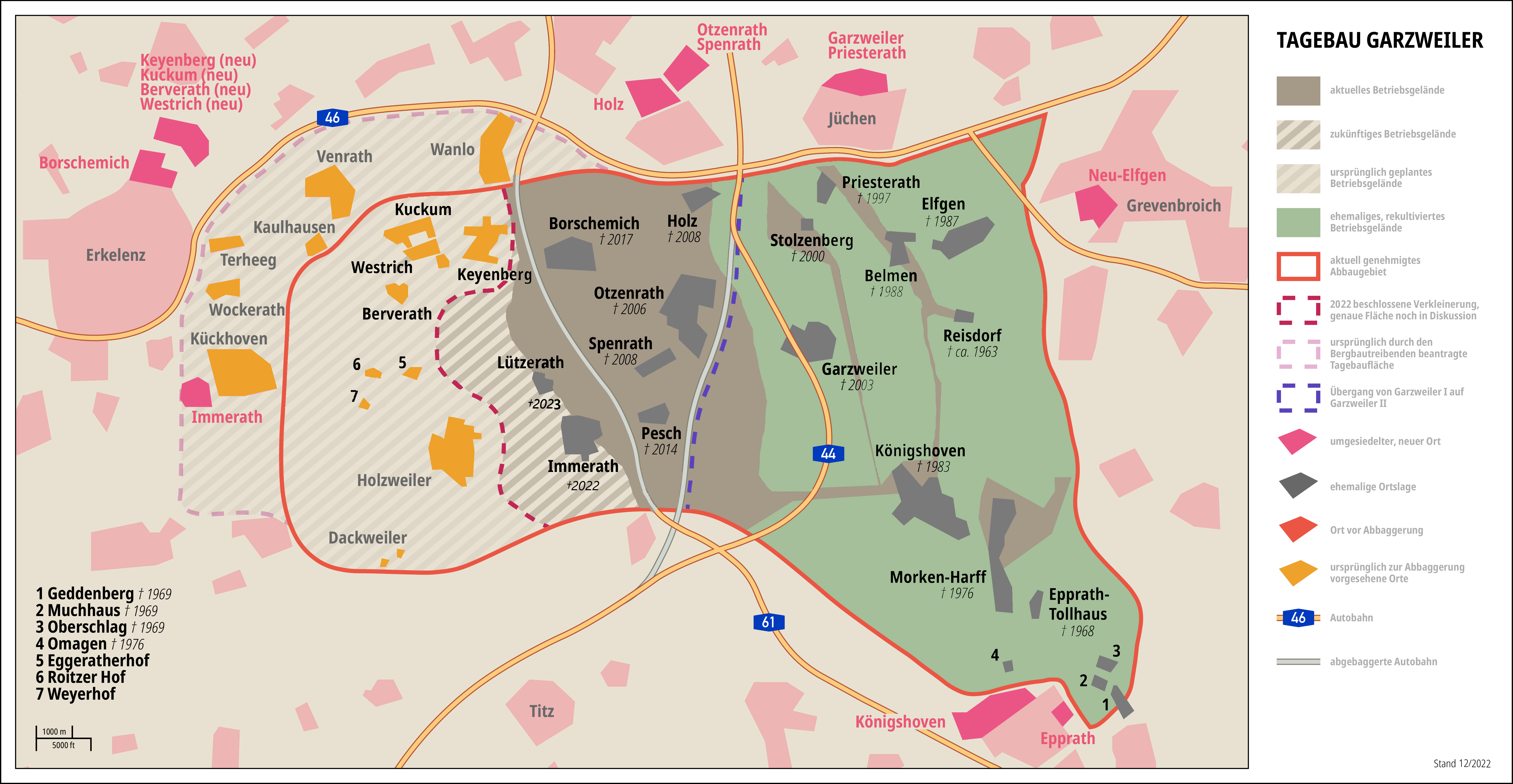
Geplande afgraafgebied Garzweiler II
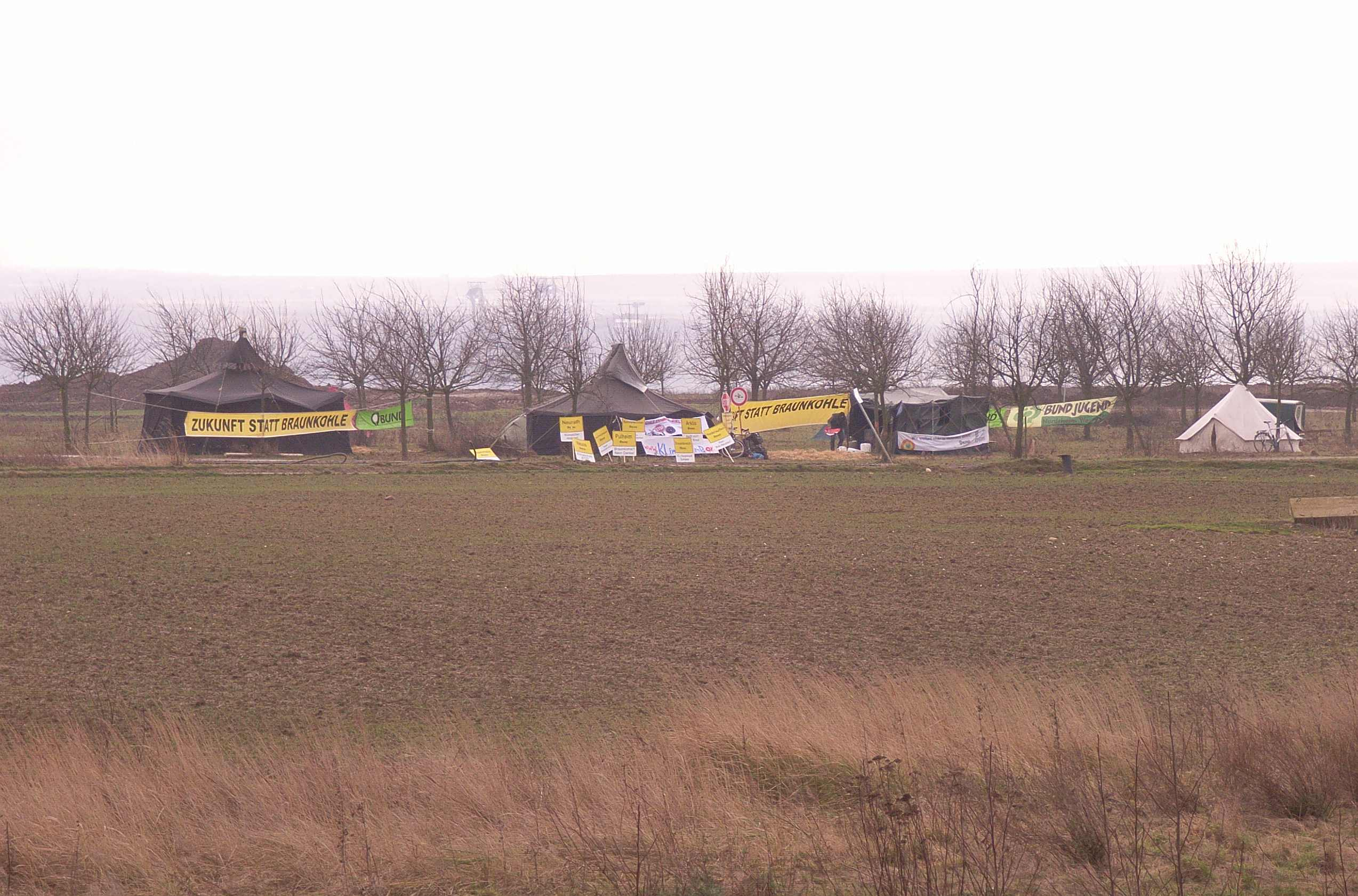
Door BUND bezette Otzenrathse boomgaard

Al in de jaren 80 van de 20e eeuw werden de gemeenten in de regio geconfronteerd met de hervestigingsplannen (Umsiedlung) van de exploitant van de dagbouwmijn Rheinbraun, het tegenwoordige RWE. Dit leidde tot vreedzame protesten in 1985 en 1987. In 1995 leidde een burgerinitiatief tot een klacht van de gemeente Jüchen bij het Grondwettelijk Hof van Münster goed, die echter werd afgewezen. Ook in Nederland leidde het tot protesten en in de Tweede Kamer zelfs tot Kamervragen.In 2000 begonnen de meeste bewoners (ongeveer 80 procent) te verhuizen naar Neu-Otzenrath, een project dat in 2007 was voltooid. Begin 2008 bood de BUND (Bund für Umwelt und Naturschutz Deutschland, de Bond voor Milieu en Natuurbescherming Duitsland) nog steeds weerstand tegen de dagbouwmijn. De BUND bezette haar eigen boomgaard aan de noordelijke uitgang van het dorp aan de rand van de mijn totdat deze gedwongen werd geëvacueerd. In november 2008 waren alle straten in het voormalige dorp ontmanteld. Sinds 2012 is de lokatie van Alt-Otzenrath volledig uitgegraven door de dagbouwmijn Garzweiler. De Hochneukirchse wijk Neu-Otzenrath heet sindsdien gewoon Otzenrath.

## Religie

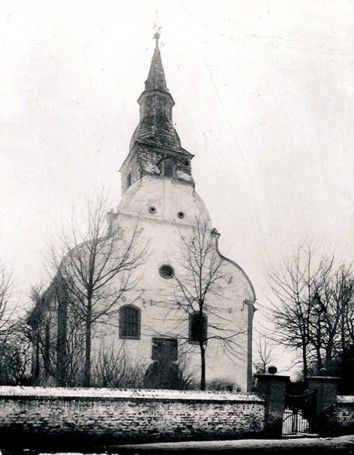
Oude evangelische Barokkerk van 1706
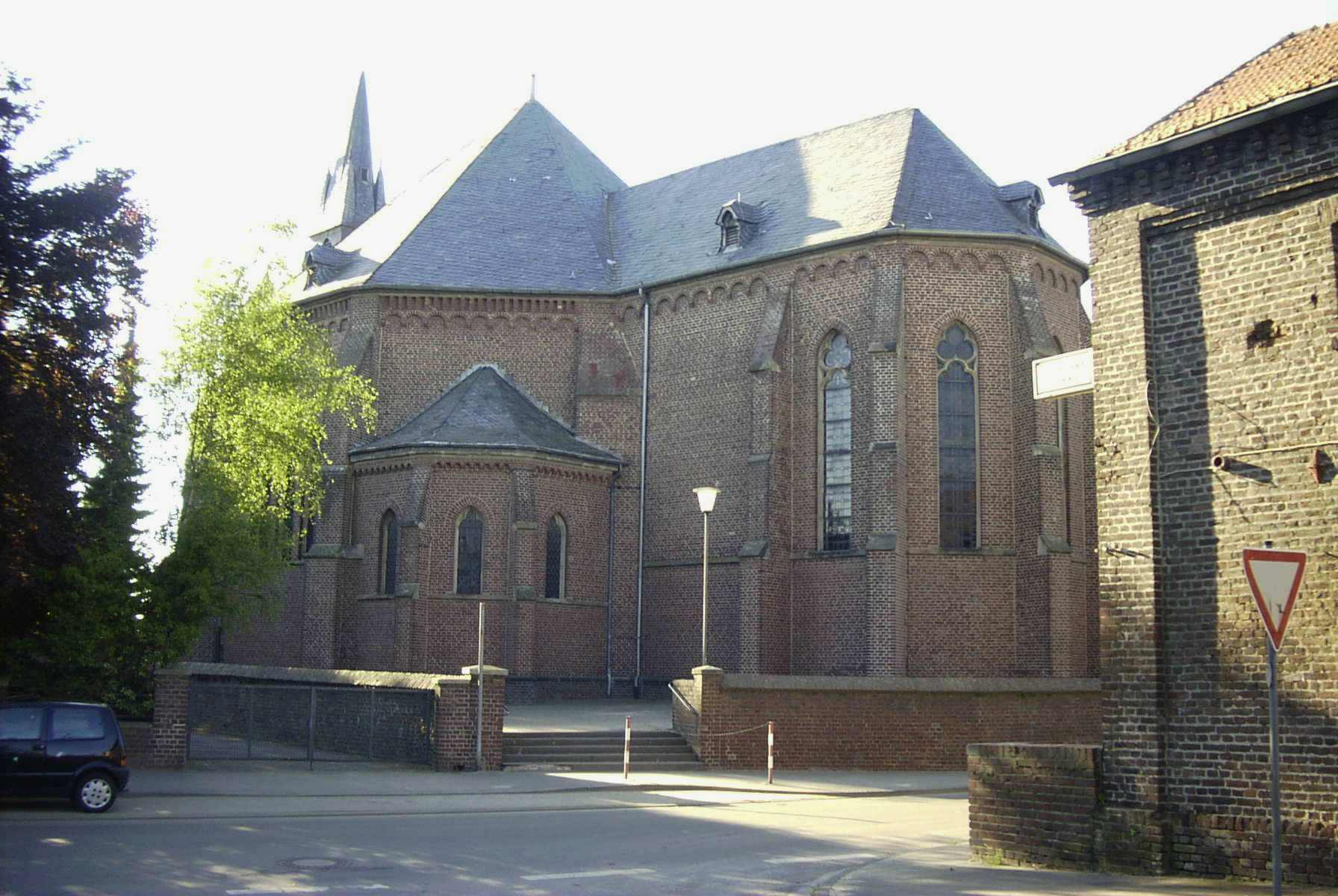
De katholieke St. Simon und Judas Thaddäus parochiekerk uit 1870

Het dorp lag in de evangelische kerk gemeente Otzenrath-Hochneukirch.
Anders dan in de dorpen Borschemich en Keyenberg had de Reformatie in Otzenrath al 1550 voet aan de grond gekregen, maar in de loop der tijd werd het door de Contrareformatie weer teruggedrongen. Godsdienstvrijheid werd pas na de dood van hertog van Jülich-Kleve-Berg Johann Wilhelm een feit. Pas in 1676 beschikte de gemeente over de eerste Protestantse pastor. De evengelische gemeente beschikte echter al sinds 1661 over een schuur als gebedshuis, die in 1706 door een barokken nieuwbouw vervangen werd. Na 1900 werd dit monumentale pand echter afgebroken, hoewel de kerkenraad van Düsseldorf de sloop had verboden. De art nouveau-kerk die het dorp rijk was werd gebouwd in 1910. De architectonisch eigenzinnige katholieke St. Simon en Judas Thaddäus parochiekerk werd in 1870 voltooid volgens de plannen van Hugo Schneider.
Vanaf het begin van de 19e eeuw woonden er ook joodse gezinnen in Otzenrath. In 1832 werden 23 en in 1905 17 Joodse Otzenrathers geteld. Zij bezochten de synagoge in het naburige Garzweiler. Slechts één overlevende van de Holocaust keerde terug naar het dorp.
De katholieke relikwieën van de parochiekerk werden na een laatste eredienst in april 2006 overgebracht naar de nieuwe parochiekerk in Neu-Otzenrath.